# Griffin Dunne
Thomas Griffin Dunne (* 8. června 1955 New York, USA) je americký herec, producent a režisér.
Jeho první manželkou byla americká herečka Carey Lowellová.

## Filmografie
| Rok  | Film                                      | Funkce  | Funkce    | Funkce | Funkce                            |
| Rok  | Film                                      | Režisér | Producent | Herec  | Role                              |
| ---- | ----------------------------------------- | ------- | --------- | ------ | --------------------------------- |
| 1975 | The Other Side of the Mountain            |         |           | Ano    | Herbie Johnson                    |
| 1979 | Head Over Heels                           |         | Ano       | Ano    | Dr. Mark                          |
| 1981 | An American Werewolf in London            |         |           | Ano    | Jack Goodman                      |
| 1981 | The Fan                                   |         |           | Ano    | Production Assistant              |
| 1983 | Baby It's You                             |         | Ano       |        |                                   |
| 1983 | Cold Feet                                 |         |           | Ano    | Tom Christo                       |
| 1984 | Johnny Dangerously                        |         |           | Ano    | Tommy Kelly                       |
| 1985 | After Hours                               |         | Ano       | Ano    | Paul Hackett                      |
| 1985 | Almost You                                |         |           | Ano    | Alex Boyer                        |
| 1987 | Amazon Women on the Moon ("Hospital")     |         |           | Ano    | Doctor                            |
| 1987 | Who's That Girl                           |         |           | Ano    | Louden Trott                      |
| 1988 | Magická hlubina (Le Grand Bleu)           |         |           | Ano    | Duffy                             |
| 1988 | Running on Empty                          |         | Ano       |        |                                   |
| 1990 | White Palace                              |         | Ano       |        |                                   |
| 1990 | Secret Weapon                             |         |           | Ano    |                                   |
| 1991 | My Girl                                   |         |           | Ano    | Mr. Jake Bixler                   |
| 1991 | Once Around                               |         | Ano       | Ano    | Rob                               |
| 1992 | Big Girls Don't Cry… They Get Even        |         |           | Ano    | David                             |
| 1992 | Straight Talk                             |         |           | Ano    | Alan Riegert                      |
| 1993 | Naked in New York                         |         |           | Ano    | Auditioner                        |
| 1993 | The Pickle                                |         |           | Ano    | Planet Cleveland Man (uncredited) |
| 1994 | I Like It Like That                       |         |           | Ano    | Stephen Price                     |
| 1994 | Quiz Show                                 |         |           | Ano    | Account Guy                       |
| 1995 | The Android Affair                        |         |           | Ano    | Teach / William                   |
| 1995 | Search and Destroy                        |         |           | Ano    | Martin Mirkheim                   |
| 1996 | Duke of Groove                            | Ano     |           |        |                                   |
| 1996 | Joe's Apartment                           |         | Ano       |        |                                   |
| 1997 | Addicted to Love                          | Ano     |           |        |                                   |
| 1998 | Practical Magic                           | Ano     |           |        |                                   |
| 2000 | Famous                                    | Ano     |           | Ano    | Andrew                            |
| 2001 | Piñero                                    |         |           | Ano    | Agent                             |
| 2001 | Sam the Man                               |         |           | Ano    | Man in Bathroom                   |
| 2002 | 40 Days and 40 Nights                     |         |           | Ano    | Jerry Anderson                    |
| 2002 | Cheats                                    |         |           | Ano    | Mr. Davis                         |
| 2002 | Warning: Parental Advisory                |         |           | Ano    | Frank Zappa                       |
| 2002 | What Leonard Comes Home To                |         |           | Ano    | Leonard                           |
| 2003 | Stuck on You                              |         |           | Ano    | Himself                           |
| 2005 | Fierce People                             | Ano     | Ano       |        |                                   |
| 2005 | Game 6                                    |         | Ano       | Ano    | Elliott Litvak                    |
| 2006 | The Bondage                               |         |           | Ano    | Dr. Simon                         |
| 2006 | Your Product Here                         | Ano     |           |        |                                   |
| 2007 | Snow Angels                               |         |           | Ano    | Don Parkinson                     |
| 2008 | The Accidental Husband                    | Ano     |           |        |                                   |
| 2008 | The Great Buck Howard                     |         |           | Ano    | Jonathan Finerman                 |
| 2009 | Shrink                                    |         |           | Ano    | (uncredited)                      |
| 2010 | Last Night                                |         |           | Ano    | Truman                            |
| 2011 | Fugly!                                    |         |           | Ano    | Jefferey                          |
| 2012 | The Discoverers                           |         |           | Ano    | Lewis Birch                       |
| 2013 | Broken City                               |         |           | Ano    | Sam Lancaster                     |
| 2013 | Blood Ties                                |         |           | Ano    | McNally                           |
| 2013 | Movie 43                                  | Ano     |           |        |                                   |
| 2013 | Klub poslední naděje (Dallas Buyers Club) |         |           | Ano    | Dr. Vass                          |
| 2014 | Rob the Mob                               | Ano     |           | Ano    | Dave Lovell                       |
| 2014 | Mania Days                                |         |           | Ano    | George                            |